# Phoroncidia crustula
Phoroncidia crustula là một loài nhện trong họ Theridiidae.
Loài này thuộc chi Phoroncidia. Phoroncidia crustula được Chuandian Zhu miêu tả năm 1998.